# Vertrag von Vossem
Der Vertrag von Vossem (französisch Traité de Vossem) wurde am 6. Juni 1673 zwischen dem König von Frankreich und dem Kurfürsten von Brandenburg-Preußen geschlossen. Als Separatfrieden beendete er die brandenburgische Unterstützung der Niederlande im Holländischen Krieg. Benannt ist der Vertrag nach dem kleinen Ort Vossem, bei Tervuren in Flandern.

## Vorgeschichte

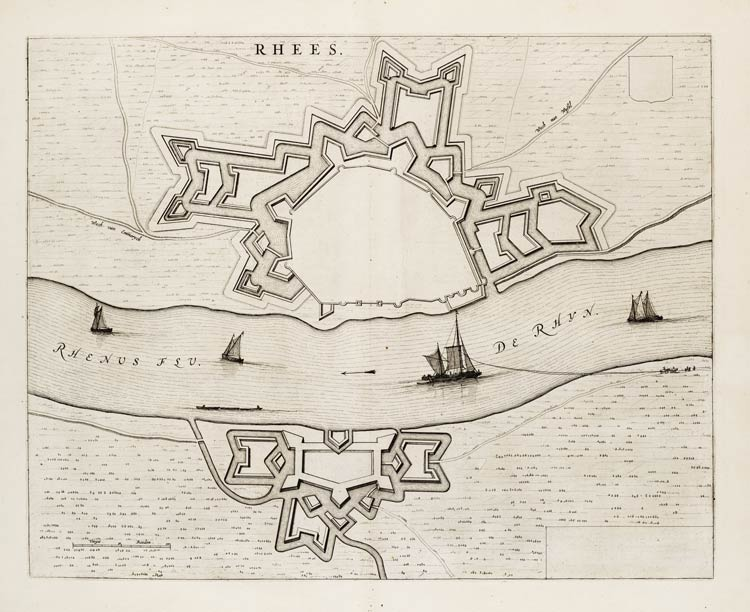
Die Festung Rees blieb besetzt.

Die 1668 gegen Frankreich geschlossene Tripelallianz zwischen England, Schweden und den Niederlanden war durch französischen Einfluss bald wieder aufgelöst worden (Vertrag von Dover 1670). England und Schweden wechselten die Seiten. Mehrere deutsche Fürsten, insbesondere Kurköln unter Fürstbischof Maximilian Heinrich von Bayern und das Hochstift Münster unter Fürstbischof Christoph Bernhard von Galen, die mit Frankreich durch Geheimverträge verbündet waren, hielten ebenfalls zu Frankreich; andere wagten nicht, gegen dessen Ansprüche auf Teile des Reiches anzugehen. So fanden die Niederlande nur bei Kurfürst Friedrich Wilhelm von Brandenburg Rückhalt. Am 26. April 1672 schlossen die Niederlande und Brandenburg ein Bündnis. Im Hintergrund hatte Johann Moritz von Nassau-Siegen vorgearbeitet, der zugleich preußischer Gouverneur in Kleve und holländischer General war. Der Kurfürst versprach, die Niederlande – gegen die Zahlung von Subsidien – mit 20.000 Mann zu unterstützen. Gleichzeitig gewann er Kaiser Leopold I. für seine Pläne. Doch Leopold schwankte, zumal der Präsident seines Hofrates, Wenzel Eusebius von Lobkowicz, ihn auf die französische Seite zu ziehen suchte.
Frankreich, das bereits 1670 widerrechtlich das Herzogtum Lothringen besetzt hatte, sah nun die Gelegenheit gekommen, die Niederlande anzugreifen (Holländischer Krieg). Die Provinzen Utrecht, Gelderland und Overijssel wurden besetzt, selbst Amsterdam war bedroht.

## Der Feldzug im Jahre 1672
Währenddessen stand Kurfürst Wilhelm einsatzbereit bei Halberstadt und wartete auf die kaiserlichen Truppen, die unter dem Kommando von Raimondo Montecuccoli jedoch mit bloß 17.000 Mann und nur langsam vorrückten. Trotz dieser geringen Streitkräfte war der Kurfürst überzeugt, die in Westfalen plündernden Franzosen vertreiben zu können. Doch der kaiserliche Feldherr verlangte, das Heer an die Mosel zu führen, um von dort aus den Franzosen den Nachschub abzuschneiden. Der Kurfürst musste nachgeben. Dann verweigerten Kurmainz, Kurtrier und die Kurpfalz aus Furcht vor Frankreich den Durchmarsch. Nur auf weiten Umwegen erreichten die kaiserlichen Truppen den Rhein, wo Montecuccoli den Vormarsch anhielt, aus Sorge, den Streitkräften von Turenne und Conde nicht gewachsen zu sein. Unverrichteter Dinge wurde das Heer in die Winterquartiere zurückgeführt.

## Der Friedensschluss 1673
Der Kurfürst fand seine westfälischen Provinzen mittlerweile vom Feind besetzt. Er sah sich von Österreich verlassen, und die Niederlande verweigerten die Subsidien, da sie von den brandenburgischen Truppen keine wirksame Hilfe erfahren hatten. Daraufhin entschloss Kurfürst Wilhelm sich notgedrungen zum Vertrag von Vossem mit Frankreich. Darin verpflichtete er sich, den Niederlanden nicht weiter beizustehen, er behielt sich aber vor, das Reich zu verteidigen, sollte dieses von Frankreich angegriffen werden. Mit Ausnahme der Festung Wesel und der Forts von Lippstadt und Rees musste Frankreich alle im Herzogtum Kleve, im Fürstentum Minden und in den Grafschaften Mark und Ravensberg besetzten Orte freigeben. Zudem versprach Frankreich Brandenburg 800.000 Livres (die jedoch nie gezahlt wurden).

## Fortsetzung des Krieges 1674
Im Sommer 1674 verwüstete Marschall Turenne planmäßig die Kurpfalz und zwang so den Reichstag, Frankreich zum Reichsfeind zu erklären. Am 23. August 1674 setzte sich ein 20.000 Mann starkes brandenburgisches Kontingent der Reichsarmee in Marsch. Dies bewog Frankreich dazu, die Schweden zum Einmarsch in Brandenburg am 25. Dezember 1674 zu ermuntern.